# Ливенское восстание

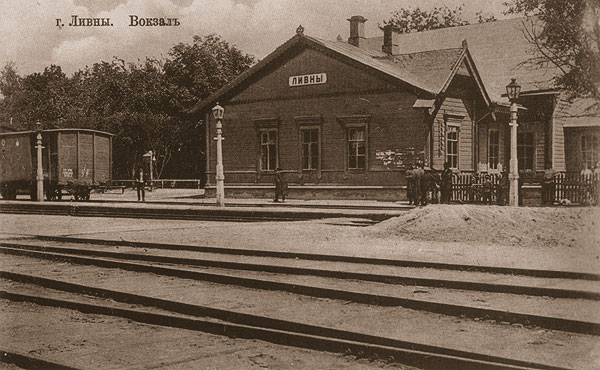
Ливенский вокзал. Российская открытка начала XX века

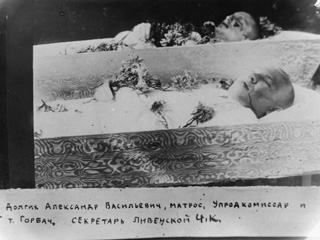
Гробы с телами упродкомиссара Долгих и секретаря ливенской ЧК Горбача, убитых повстанцами

Ли́венское восста́ние (в советской историографии — Ли́венский кула́цко-эсе́ровский мяте́ж) — крестьянское антисоветское вооружённое выступление, произошедшее в августе 1918 года и охватившее значительную часть Ливенского уезда Орловской губернии.

Восстание, в котором приняло участие около 10 тысяч человек, было вызвано неприятием со стороны зажиточных крестьян Ливенского уезда политики военного коммунизма и продразвёрстки, проводимой большевиками, а со стороны интеллигенции и аристократии — полного перехода власти в уезде в руки большевиков. Кульминацией крестьянского выступления стал захват повстанцами города Ливны, который, однако, удерживался ими в течение неполных двух дней. Восстание было подавлено при помощи подкрепления, присланного из Орла.

Иван Данилович Селитренников

## Оценка и память

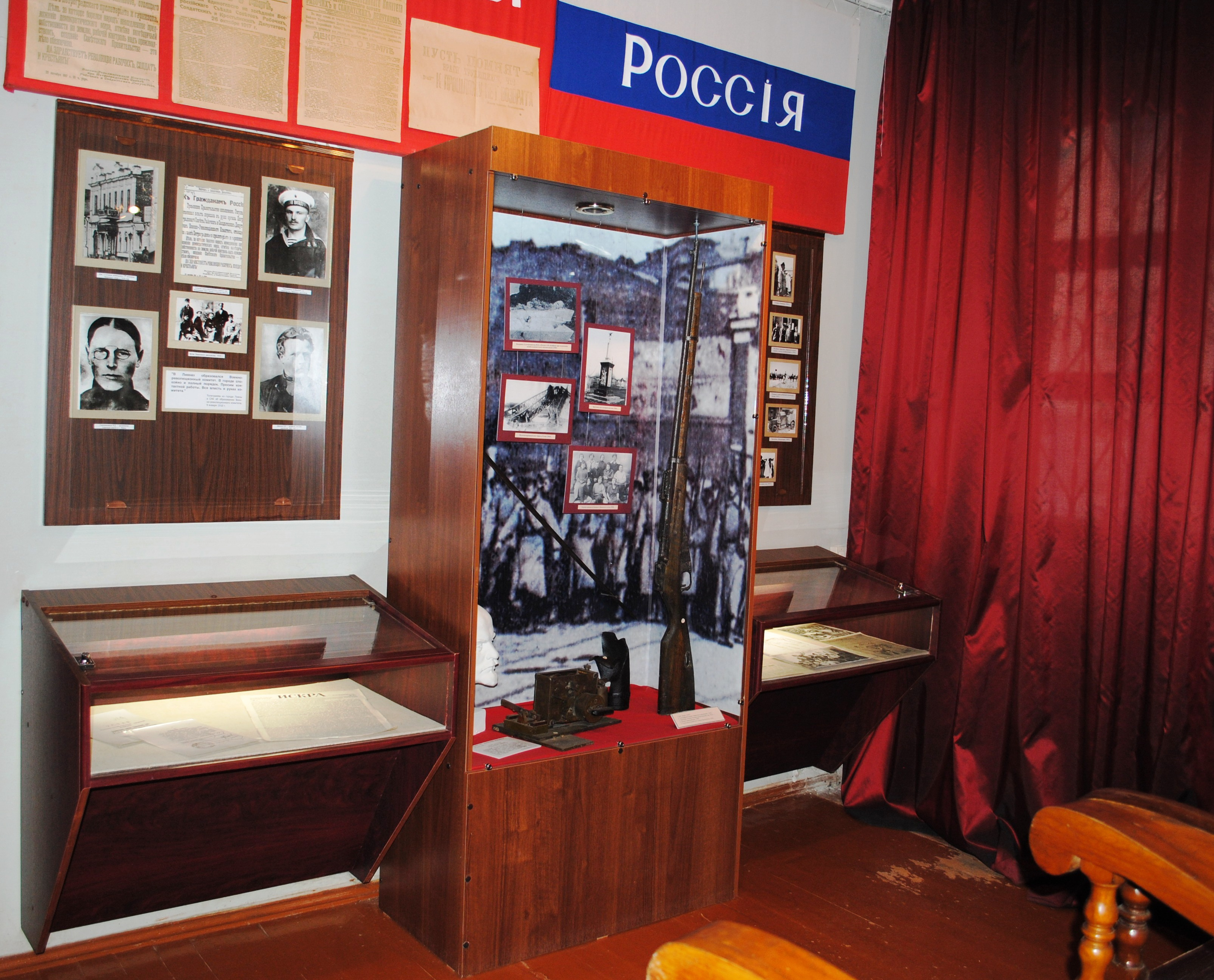
Ливенский краеведческий музей. Современный вид экспозиции, посвящённой Ливенскому восстанию 1918 года

В советской историографии Ливенское восстание было принято характеризовать как «кулацкое», «контрреволюционное», «эсеровское» и даже «белогвардейское», несмотря на то, что основную массу мятежников составляли крестьяне-середняки, в том числе, бывшие фронтовики, и часть крестьянской бедноты, а все офицеры, задействованные в вооружённом выступлении, всего лишь происходили из Ливенского уезда, а к Белому движению никакого отношения не имели.
На сегодняшний день единственной творческой областью, в которой присутствуют произведения, посвящённые Ливенскому восстанию, является литература. Первым, кто решил написать художественное произведение, посвящённое событиям 1918 года, стал Савелий Леонов, уроженец ливенской деревни. Он начал работать над рукописью будущего романа ещё в 1930-х годах, когда многие эпизоды и действующие лица мятежа ещё сохранялись в памяти участников и очевидцев тех событий. Это произведение, которое получило название «Молодость», было опубликовано в 1948 году издательством «Молодая гвардия». Имён реальных участников восстания автор в тексте не упоминал, но многие из них, по его собственному признанию, стали прототипами для персонажей романа. О Ливенском мятеже часто писали и краеведы. Так, из ливенских краеведов, кроме Олега Якубсона, Сергей Волков описал ход восстания и реакцию центральной власти в своей книге «Ливны»:39-40 (1959), а Геннадий Рыжкин — сумел воспроизвести хронологию событий и рассмотрел их с позиций нынешнего времени в произведении «Поколение» (1991). Орловский краевед Василий Катанов рассказал о нём в очерках «Орловские были» (1993).
Материалы о Ливенском восстании хранятся в Ливенском краеведческом музее.